# Algestrup
Algestrup – miasto w Danii, w regionie Zelandia, w gminie Køge.